# 5-(2-oxopropylideneamino)-6-D-ribitylaminouracil
Le 5-(2-oxopropylidèneamino)-6-D-ribitylaminouracile (5-OP-RU) est une molécule dérivée du 5-Amino-6-(D-ribitylamino)uracil (5-A-RU), un précurseur de la Riboflavine chez les bactéries. Le 5-OP-RU est à ce jour l'antigène naturel le plus efficace pour l'activation des lymphocytes MAIT,,.
Le 5-OP-RU est formé par condensation du 5-A-RU avec le méthylglyoxal. Chez la souris, le 5-OP-RU passe la barrière intestinale, de plus la molécule ou son précurseur est nécessaire au développement des lymphocytes MAIT dans le thymus. Chez l'homme la diffusion du 5-OP-RU de l'intestin vers la circulation est probable, d'autant que le sérum de patients ayant une barrière intestinale altérée active les lymphocytes MAIT in vitro.